# Air Class
Air Class Líneas Aéreas es una aerolínea uruguaya orientada al transporte de carga, que tiene su base en la ciudad de Montevideo, Uruguay, en el Aeropuerto Internacional de Carrasco. 

## Historia
Fue creada a finales de 1996 y autorizada por los sectores aeronáuticos de Uruguay y Argentina para la realización de vuelos regulares y chárter de carga y correo entre ambos países.
En el año 2000 incorpora la primera aeronave turbohélice, lo que le permitió a la empresa comenzar a operar vuelos regulares entre Montevideo y Buenos Aires. Actualmente Air Class realiza todos los días vuelos regulares entre Paraguay, Argentina y Uruguay.

## Destinos
| Países    | Destinos     | Aeropuertos                                 |
| --------- | ------------ | ------------------------------------------- |
| Argentina | Buenos Aires | Aeropuerto Internacional Ministro Pistarini |
| Paraguay  | Asunción     | Aeropuerto Internacional Silvio Pettirossi  |
| Uruguay   | Montevideo   | Aeropuerto Internacional de Carrasco (HUB)  |

## Flota
| Aeronaves                           | Activos | Matrículas                                        | Antigüedad                                        | Notas                                             |
| ----------------------------------- | ------- | ------------------------------------------------- | ------------------------------------------------- | ------------------------------------------------- |
| Boeing 727-200F                     | 2       | CX-CAR                                            | 45,5 años                                         | Configurados para carga                           |
| Boeing 727-200F                     | 2       | CX-CLC                                            | 42,4 años                                         | Configurados para carga                           |
| Fairchild Swearingen Merlin IV      | 1       | CX-CLD                                            | 43,4 años                                         | Configurados para transporte de pasajeros         |
| Fairchild Swearingen Metroliner III | 2       | CX-LSS                                            | 36,4 años                                         | Configurados para transporte de pasajeros         |
| Fairchild Swearingen Metroliner III | 2       | CX-CLS                                            | 34,7 años                                         | Configurados para transporte de pasajeros         |
| Total                               | 5       | Edad media de la flota (marzo de 2025): 40,5 años | Edad media de la flota (marzo de 2025): 40,5 años | Edad media de la flota (marzo de 2025): 40,5 años |

| Aeronaves                   | Total | Introducido | Retirado | Matrículas |
| --------------------------- | ----- | ----------- | -------- | ---------- |
| Embraer EMB 110 Bandeirante | 1     | 2001        | c. 2012  | CX-VIP     |